# Payal Kapadiya
Payal Kapadiya (in marathi पायल कपाडिया, Pāyal Kapāḍiyā; Mumbai, 4 gennaio 1986) è una regista e sceneggiatrice indiana.

## Biografia
Nata e cresciuta a Mumbai, è figlia della videoartista Nalini Malani. Si laurea al Film and Television Institute of India (FTII) di Pune, a cui è stata ammessa al secondo tentativo. Durante il suo ultimo anno al FTII è diventata l'unica regista indiana al Festival di Cannes 2017 quando il suo cortometraggio studentesco Dopahar ke bādal è stato selezionato per concorrere nella sezione Cinéfondation.
Nel 2021 ha vinto L'Œil d'or, il premio cannense per il miglior documentario, con il suo primo lungometraggio, A Night of Knowing Nothing, girato nel corso di cinque anni. Il film è incentrato sulle proteste studentesche scoppiate nel 2015 alla FTII e durate 139 giorni contro la nomina a rettore dell'istituto di un membro del BJP, alle quali la stessa Kapadiya aveva partecipato all'epoca. Nel 2024 ritorna a Cannes e vince il Grand Prix speciale della giuria, il secondo maggior premio del festival, col suo secondo lungometraggio All We Imagine As Light - Amore a Mumbai, per il quale è stata candidata anche al Golden Globe per la miglior regista. Film di finzione girato principalmente in malayālaṃ grazie a capitali europei, racconta dell'amicizia di tre forestiere residenti a Mumbai. Nonostante il plauso della critica e numerosi riconoscimenti ricevuti in giro per il mondo, viene scartato dalla Film Federation, l'ente governativo preposto, nella scelta del candidato indiano all'Oscar al miglior film straniero, ufficialmente per via del suo essere "troppo poco indiano".

### Vita privata
È fidanzata col direttore della fotografia dei suoi film Ranabir Das, conosciuto alla FTII. Il fratello di quest'ultimo, Topshe, ha composto le musiche di A Night of Knowing Nothing ed All We Imagine As Light - Amore a Mumbai.
Tra le sue fonti d'ispirazione da regista c'è il suo connazionale Ritwik Ghatak. Ha citato tra i migliori "film urbani" News from Home di Chantal Akerman, Taipei Story di Edward Yang, Cleo dalle 5 alle 7 di Agnès Varda, Pratidbandbī di Satyajit Ray, Millennium Mambo di Hou Hsiao-hsien e i film di Wong Kar-wai.

## Filmografia

### Lungometraggi
- A Night of Knowing Nothing – documentario (2021)
- All We Imagine As Light - Amore a Mumbai (All We Imagine as Light) (2024)

### Cortometraggi
- Watermelon, Fish and Half Ghost (2014)
- The Last Mango Before the Monsoon (2015)
- Dopahar ke bādal (दोपहर के बादल, 2017)
- And What is the Summer Saying? – documentario (2018)

## Riconoscimenti
- Golden Globe
  - 2025 – Candidatura alla miglior regista per All We Imagine As Light - Amore a Mumbai
- Festival di Cannes
  - 2021 – L'Œil d'or per A Night of Knowing Nothing
  - 2024 – Grand Prix speciale della giuria per All We Imagine As Light - Amore a Mumbai
- Chicago Film Critics Association
  - 2024 – Candidatura alla miglior rivelazione per All We Imagine As Light - Amore a Mumbai
- Chicago International Film Festival
  - 2024 – Premio della giuria per All We Imagine As Light - Amore a Mumbai
- Gotham Independent Film Awards
  - 2024 – Miglior film straniero per All We Imagine As Light - Amore a Mumbai
  - 2024 – Candidatura alla miglior regista per All We Imagine As Light - Amore a Mumbai
- Independent Spirit Awards
  - 2025 – Candidatura al miglior film straniero per All We Imagine As Light - Amore a Mumbai
- National Society of Film Critics
  - 2025 – Miglior regista per All We Imagine As Light - Amore a Mumbai